# Sierra de Yeguas (kommunhuvudort)
Sierra de Yeguas är en kommunhuvudort i Spanien.   Den ligger i provinsen Provincia de Málaga och regionen Andalusien, i den södra delen av landet, 400 km söder om huvudstaden Madrid. Sierra de Yeguas ligger 454 meter över havet och antalet invånare är 3 311.
Terrängen runt Sierra de Yeguas är platt åt sydost, men åt nordväst är den kuperad. Runt Sierra de Yeguas är det ganska glesbefolkat, med 40 invånare per kvadratkilometer. Närmaste större samhälle är Estepa, 18,7 km norr om Sierra de Yeguas. Trakten runt Sierra de Yeguas består till största delen av jordbruksmark.